# 福家睦
福家 睦（ふくや むつみ）は、薬剤師、スポーツファーマシスト、国立スポーツ科学センター非常勤薬剤師。元タレント・フリーアナウンサー。千葉県出身。芸能活動していた時の所属事務所は、ボイスワークス。
資 格： 国家資格 薬剤師免許、JADA 認定スポーツファーマシスト、NR ・サプリメントアドバイザー、普通自動車運転免許、秘書検定2級、サービス接遇検定2級、全米ヨガアライアンスRYT200修了

## 主な出演番組

### 過去の主な出演番組
- 第89回全国高校野球選手権大会千葉大会（チバテレビ） - レポーター
- きょうの健康（NHK） - リポーター（アシスタント）

- 横浜F・マリノス 14期マリノスクイーン
- 千葉ロッテマリーンズ イベントMC
- ポートクイーン千葉2006
- 共同通信社 47ニュース
- 千葉国体ドリームフェスティバル司会
- サッカーミュージアム 20周年記念トークショー/パーティー司会
- サッカーミュージアム ありがとう国立トークショー司会
- スポーツアナリティクスジャパンカンファレンス司会　等